# إينا كلير (ممثلة)
إينا كلير (بالإنجليزية: Ina Clare)‏ هي ممثلة بريطانية، ولدت في 1932 في ونزر في المملكة المتحدة، وتوفيت في 30 أكتوبر 2010 بسبب مرض.

## وصلات خارجية
- إينا كلير (ممثلة) على موقع IMDb (الإنجليزية)